# HD 4732
HD 4732 är en ensam stjärna belägen i den mellersta delen av stjärnbilden Valfisken. Den har en skenbar magnitud av ca 5,9 och är svagt synlig för blotta ögat där ljusföroreningar ej förekommer. Baserat på parallaxmätning inom Hipparcosuppdraget på ca 17,3 mas, beräknas den befinna sig på ett avstånd på ca 189 ljusår (ca 58 parsek) från solen. Den rör sig bort från solen med en heliocentrisk radialhastighet på ca 23 km/s.

## Egenskaper
HD 4732 är en orange till röd jättestjärna av spektralklass K2 III. Den har en massa som är ca 1,6 solmassor, en radie som är ca 5 solradier och har ca 15 gånger solens utstrålning av energi från dess fotosfär vid en effektiv temperatur av ca 5 000 K.

## Planetssystem
I november 2012 tillkännagavs att två exoplaneter som kretsar runt stjärnan, upptäckta genom mätning av radiell hastighet vid Okayama Astrophysical Observatory och Australian Astronomical Observatory. Planetsystemet har två jätteplaneter med identiska minimimassor på 2,4 Jupitermassor och med omloppsperiod på 360 dygn respektive 2 732 dygn. Planeternas maximala massa får, baserat på dynamisk stabilitetsanalys för systemet, inte överstiga 28 Jupitermassor om planeterna är koplana och har prograd rörelse. Det planetariska systemet vid HD 4732 befanns 2019 vara stabilt.
| Planet | Massa           | Halv storaxel (AE) | Siderisk omloppstid (d) | Excentricitet | Inklination | Radie |
| ------ | --------------- | ------------------ | ----------------------- | ------------- | ----------- | ----- |
| b      | ≥2,37 ± 0,34 M⊕ | 1,19 ± 0,05        | 360,2 ± 1,4             | 0,13 ± 0,06   | -           | -     |
| c      | ≥2,37 ± 0,38 M⊕ | 4,60 ± 0,23        | 2 732 ± 81              | 0,23 ± 0,07   | -           | -     |